# USS Minneapolis (CA-36)
USS Minneapolis byl těžký křižník třídy New Orleans sloužící během druhé světové války v americkém námořnictvu. Konstrukce lodi byla vylepšením předchozí třídy Northampton.

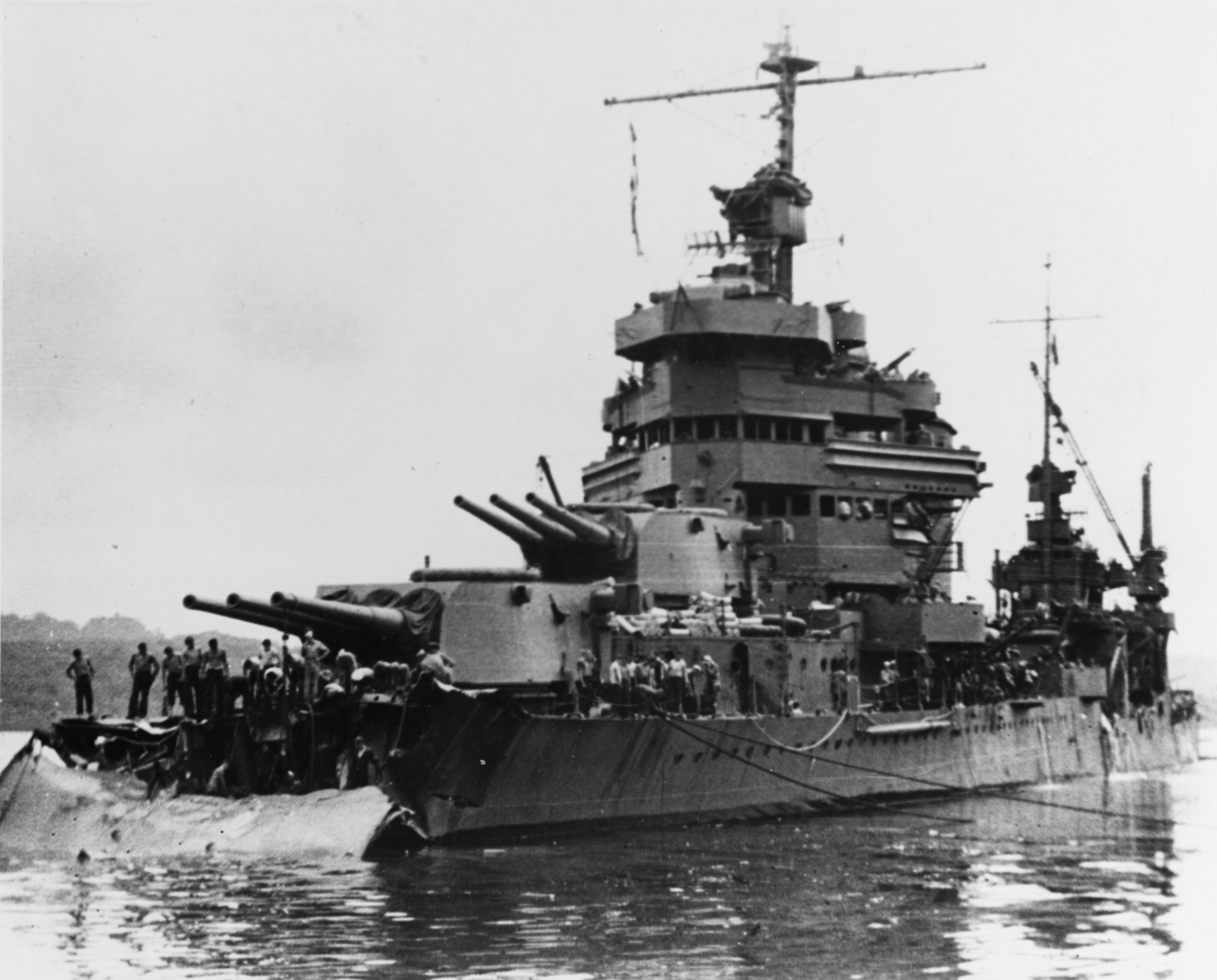
Minneapolis po bitvě u Tassafaronga

Celou druhou světovou válku křižník strávil v Pacifiku. V lednu 1942 se účastnil nájezdu na Marshallovy a Gilbertovy ostrovy, v květnu 1942 bitvy v Korálovém moři a v červnu téhož roku v bitvy u Midway. V bitvě u Tassafarongy křižník zasáhla a těžce poškodila dvě japonská torpéda. Jedno zasáhlo kotelnu a druhé způsobilo odlomení celé přídě lodi před první dělovou věží. Těžce poškozenou loď se podařilo zachránit, opravena však byla až v polovině roku 1943. Po návratu do služby Minneapolis bojoval v bitvě ve Filipínském moři, bitvě u Leyte a podporoval spojenecké vyloďovací operace – na ostrovech Makin či Okinawě. 
Křižník válku přečkal a v roce 1946 byl vyřazen z aktivní služby. V roce 1959 pak byl prodán k sešrotování.